# Veronica triphyllos
Veronica triphyllos es una especie  que difiere de Veronica praecox en tener la mayoría de sus hojas con 3-7 lóbulos oblongos, y brácteas inferiores similarmente lobuladas.

## Descripción
Planta anual, erecta, peloso-glandular, ramosa desde la base, des hasta 20 cm Flores azul oscuro, en una inflorescencia espiciforme laxa y terminal. Florece desde finales del invierno y en primavera. 

## Hábitat
Habita en campos cultivados, lugares baldíos y praderas secas.

## Distribución
En gran parte de Europa, excepto en Irlanda, Islandia, Noruega, Finlandia y Turquía.
- Datos: Q159400
- Multimedia: Veronica triphyllos / Q159400
- Especies: Veronica triphyllos